# Мемориал Мартину Лютеру Кингу
Мемориал Мартину Лютеру Кингу-младшему — национальный мемориал, расположенный в парке Западный Потомак с Национальной аллеей в Вашингтоне, округ Колумбия, США. Он занимает площадь в четыре акра (1,6 га) и включает в себя Камень Надежды — гранитную статую лидера движения за гражданские права Мартина Лютера Кинга-младшего, выполненную скульптором Лэй Исинь. Вдохновением для дизайна мемориала послужила фраза из речи Кинга «У меня есть мечта». Мемориал был открыт для посетителей 22 августа 2011 года после более чем двух десятилетий планирования, сбора средств и строительства.
Этот национальный мемориал является 395-м объектом в национальной службе парков США. Он находится на северо-западном углу пруда Тайдал-Бэйзин рядом с мемориала Франклина Делано Рузвельта, на линии обзора между мемориалом Линкольна на северо-западе и мемориалом Джефферсона на юго-востоке. Официальный адрес памятника, 1964 Independence Avenue, S.W., посвящён Закону о гражданских правах 1964 года.
Церемония открытия мемориала была запланирована на воскресенье, 28 августа 2011 года, в 48-ю годовщину речи «У меня есть мечта», которую Мартин Лютер Кинг-младший произнес со ступенек Линкольна мемориала в 1963 году, но была отложена до 16 октября (16-ю годовщину Марша миллиона мужчин на Национальной аллее в 1995 году) из-за урагана Айрин.
Это не первый памятник в Вашингтоне, посвящённый афроамериканцу, но Кинг является первым афроамериканцем, удостоенным мемориала на Национальной аллее или рядом с ней, и только четвёртым не-президентом, увековеченным таким образом. Мемориал Кинга находится в ведении Службы национальных парков (NPS).

## Контекст

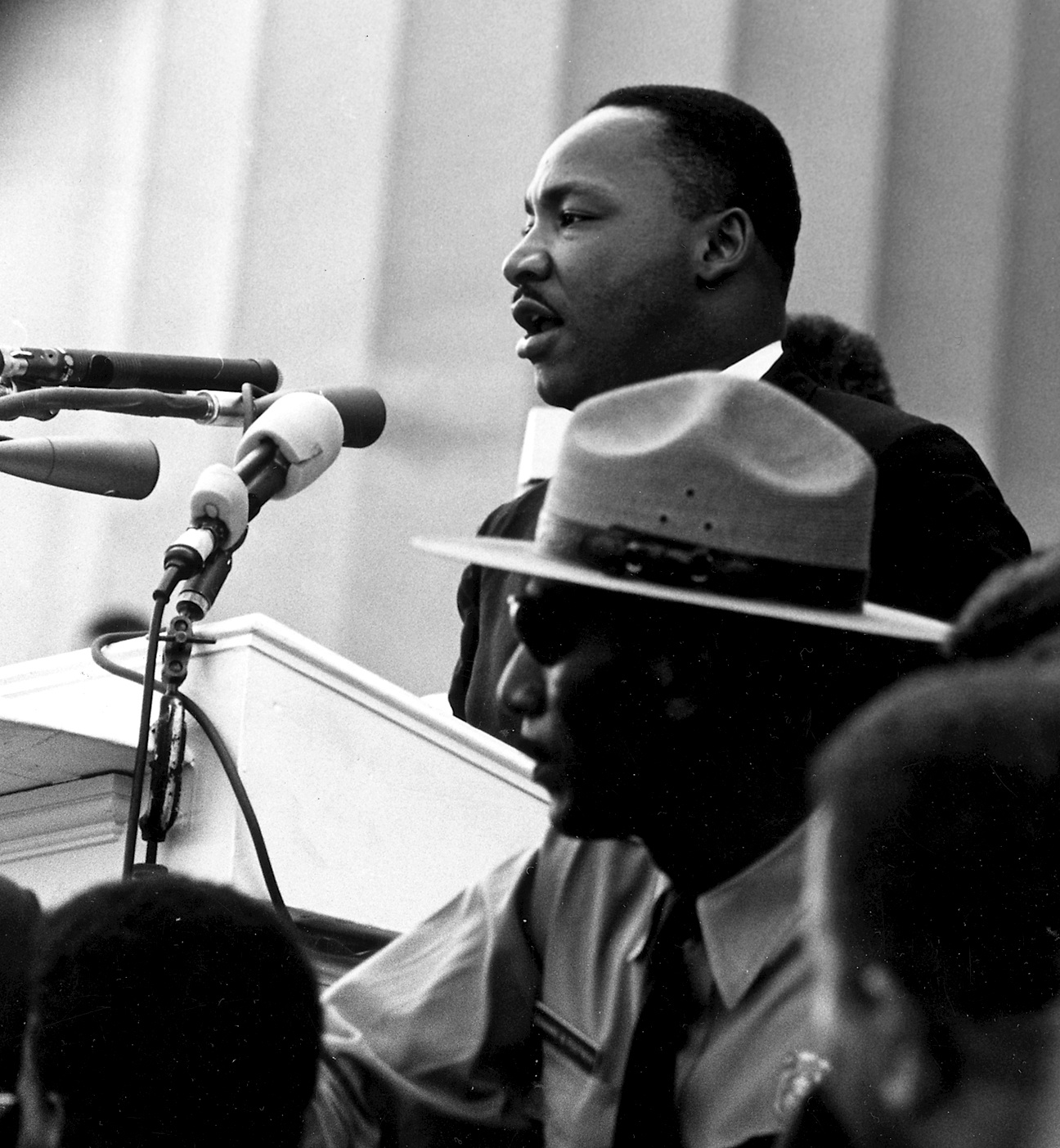
Выступление с речью «У меня есть мечта» на Марше за гражданские права в Вашингтоне в 1963 году.

Мартин Лютер Кинг-младший (15 января 1929 года — 4 апреля 1968 года) — американский духовный деятель, активист и выдающийся лидер движения за гражданские права. Он стал символом борьбы за гражданские права в США и по всему миру, пропагандировал использование методов ненасильственного сопротивления, вдохновленный Махатма Ганди. Хотя во время своей жизни его деятельность контролировалось ФБР из-за предполагаемых симпатий к коммунизму, сейчас Кинг представлен как героический лидер в истории современного американского либерализма.
На Марше на Вашингтон за работу и свободу 1963 года Кинг выразил свою мечту о конце расового неравенства в своем речи «У меня есть мечта». Эта речь стала одним из величайших образцов американского ораторского искусства. В 1964 году Кинг стал самым молодым человеком, получившим Нобелевскую премию мира за свою работу по прекращению расовой сегрегации и расовой дискриминации посредством акций гражданского неповиновения и других ненасильственных средств.
К моменту своей смерти он сконцентрировал свои усилия на прекращении бедности и противостоянии Вьетнамской войне. Кинг поддерживал забастовку мусорщиков в Мемфисе и организовывал массовую оккупацию Вашингтона, округ Колумбия — Кампанию бедных, когда он был убит в Мемфисе, штат Теннесси, 4 апреля 1968 года.

## Изложение концепции
Официальное видение мемориала Кинга замечает:

Доктор Кинг возглавил движение, которое полностью черпает из глубокой скважины потенциала Америки для свободы, возможностей и правосудия. Его видение Америки отражено в его послании надежды и возможностей для будущего, укорененного в достоинстве, чувствительности и взаимном уважении; послание, которое вызывает каждого из нас признать, что истинная сила Америки заключается в её разнообразии талантов. Видение мемориала в честь Мартина Лютера Кинга младшего захватывает суть его послания, послания, в котором он так красноречиво подтверждает главные принципы «американской мечты» — Свободы, Демократии и Возможности для всех; благородная цель, которая принесла ему Нобелевскую премию мира и продолжает влиять на людей и общества по всему миру. Обдумывая это, мы напоминаем себе, что пожизненное посвящение доктора Кинга идеи достижения человеческого достоинства через глобальные отношения благополучия служит тому, чтобы внушить в нас более широкое и глубокое чувство долга — долг быть ответственными гражданами и добросовестными хранителями свободы и демократии.Оригинальный текст (англ.)Dr. King championed a movement that draws fully from the deep well of America's potential for freedom, opportunity, and justice. His vision of America is captured in his message of hope and possibility for a future anchored in dignity, sensitivity, and mutual respect; a message that challenges each of us to recognize that America's true strength lies in its diversity of talents. The vision of a memorial in honor of Martin Luther King Jr. is one that captures the essence of his message, a message in which he so eloquently affirms the commanding tenants [sic] of the American Dream – Freedom, Democracy and Opportunity for All; a noble quest that gained him the Nobel Peace Prize and one that continues to influence people and societies throughout the world. Upon reflection, we are reminded that Dr. King's lifelong dedication to the idea of achieving human dignity through global relationships of well being has served to instill a broader and deeper sense of duty within each of us – a duty to be both responsible citizens and conscientious stewards of freedom and democracy.— King Memorial notes, 

Харри Э. Джонсон, президент и исполнительный директор фонда мемориала, добавил эти слова в письме, опубликованном на веб-сайте мемориала:

Мемориал Кинга задуман как тихое и мирное пространство. Однако, опираясь на выступления доктора Кинга и используя его собственную богатую речь, Мемориал Кинга почти наверняка изменит сердце каждого, кто его посетит. На фоне Линкольновского мемориала, с потрясающим видом на Тайдал-бейсин и мемориал Джефферсона, мемориал будет общественным убежищем, где будущие поколения американцев, независимо от расы, религии, пола, этничности или сексуальной ориентации, могут почтить доктора Кинга.
Оригинальный текст (англ.)The King Memorial is envisioned as a quiet and peaceful space. Yet drawing from Dr. King's speeches and using his own rich language, the King Memorial will almost certainly change the heart of every person who visits. Against the backdrop of the Lincoln Memorial, with stunning views of the Tidal Basin and the Jefferson Memorial, the Memorial will be a public sanctuary where future generations of Americans, regardless of race, religion, gender, ethnicity or sexual orientation, can come to honor Dr. King.

## Проектное предложение

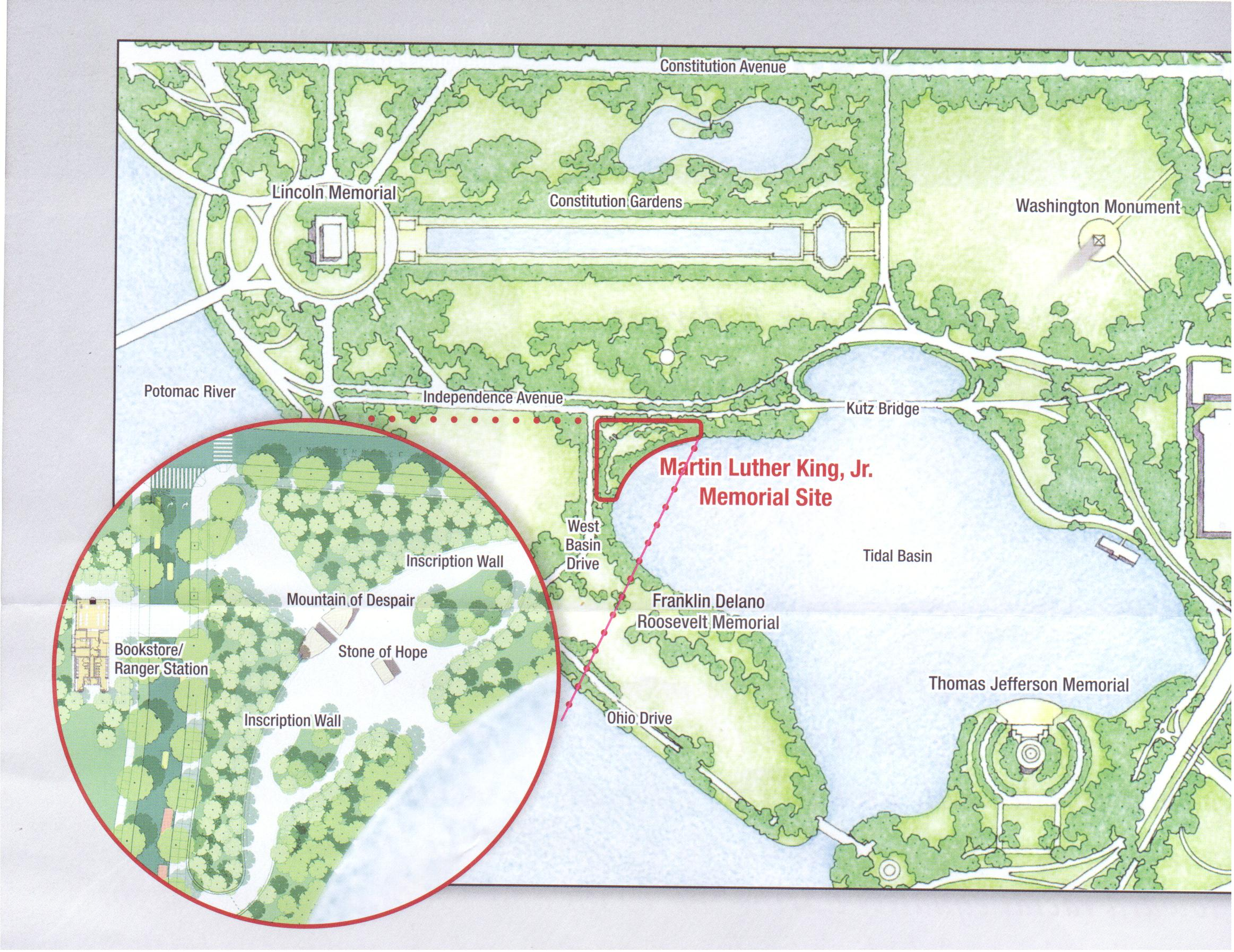
Мемориальный комплекс, показанный по отношению к таким районам, как Национальная аллея, парк Западный Потомак и Приливный бассейн.

Мемориал является результатом ранних усилий братства Alpha Phi Alpha по возведению памятника Кингу. Кинг был членом этого братства и был принят в организацию через Sigma Chapter 22 июня 1952 года, когда он учился в Бостонском университете и заканчивал свои докторские исследования. Кинг продолжал поддерживать связи с братством после окончания своих исследований, включая выступление с ключевым докладом на 50-й годовщине банкета братства в 1956 году. После убийства Кинга в 1968 году Alpha Phi Alpha предложила воздвигнуть постоянный мемориал в Вашингтоне в его честь. Усилия братства набрали обороты в 1986 году, когда был отмечен первый День Мартина Лютера Кинга-младшего в качестве федерального праздника.
В 1996 году Конгресс США разрешил министру внутренних дел разрешить Alpha Phi Alpha создать памятник на землях ведомства внутренних дел в округе Колумбия, давая братству до 2003 года на сбор $100 миллионов и начало строительства. В 1998 году Конгресс разрешил братству создать некоммерческую организацию — Фонд национального мемориала Мартина Лютера Кинга-младшего в Вашингтоне, управлять сбором средств и дизайном мемориала, а также одобрил строительство мемориала на Национальном моле. В 1999 году Комиссия по изящным искусствам и Национальная столичная планировочная комиссия США утвердили местоположение мемориала.
Дизайн мемориала, созданный фирмой архитекторов ROMA Design Group из Сан-Франциско, был выбран среди 900 кандидатов из 52 стран. 4 декабря 2000 года Alpha Phi Alpha установили мраморную и бронзовую плиту, чтобы посвятить место, где был планируемый мемориал. Вскоре после этого была создана команда, занимающаяся сбором средств на строительство и продвижением мемориала. Торжественная церемония начала строительства мемориала состоялась 13 ноября 2006 года в парке Уэст-Потомак.
В августе 2008 года лидеры фонда оценили, что мемориал будет построен в течение 20 месяцев с общей стоимостью 120 миллионов долларов США. К декабрю 2008 года фонд собрал примерно 108 миллионов долларов, включая значительные взносы от таких спонсоров, как General Motors, Tommy Hilfiger, Alpha Phi Alpha Fraternity, Фонд Билла и Мелинды Гейтс, Фонд компании Уолта Диснея, НБА, Ассоциация игроков НФЛ, Национальная ассоциация риелторов, а также кинорежиссёров Джорджа Лукаса и Стивена Спилберга. Эта сумма также включает 10 миллионов долларов в соответствии с финансированием, предоставленным Конгрессом США.
В октябре 2009 года окончательный проект мемориала был утвержден федеральными агентствами, и было выдано разрешение на строительство. Строительство началось в декабре 2009 года и ожидалось, что оно займет 20 месяцев. Фонд провел пресс-туры 1 декабря 2010 года, когда «Stone of Hope» приближался к завершению. К тому времени было собрано только 108 миллионов из общей стоимости проекта в 120 миллионов долларов.

## Описание

### Расположение
Адрес для мемориала: 1964 Independence Avenue SW в Вашингтоне, округ Колумбия. Номер «1964» был выбран в прямой ссылке на Закон о гражданских правах 1964 года, веху в Движении за гражданские права, в котором Кинг сыграл важную роль. Мемориал расположен на участке площадью 4-акра (1,62 га) в парке Уэст-Потомак, граничащем с Тайдал Бейсин, на юго-запад от Национального Молла. Он находится недалеко от мемориала Франклина Делано Рузвельта и призван создать визуальную «линию лидерства» от Мемориала Линкольна, на ступенях которого Кинг произнес свою речь «У меня есть мечта» в Марше на Вашингтон, до Мемориалу Джефферсона.

### Конструкция
Главным элементом мемориала является структура, основанная на высказывании из речи Мартина Лютера Кинга «Утром из горы отчаяния поднимается камень надежды». Этой структурой является каменная статуя высотой 30 футов (9,1 метра) с изображением Кинга, названная «Камень надежды». Камень надежды находится за двумя другими кусками гранита, символизирующими «гору отчаяния». Для создания камня надежды был использован бледно-розовый гранит, чтобы при искусственном освещении были видны детали рельефа, и он контрастировал с «горой отчаяния». Посетители символически «проходят через» гору отчаяния на пути к камню надежды, в котором заложена идея о том, что они движутся через трудности, как это делал сам доктор Кинг в своей жизни. Камень надежды был вырезан из гранита из провинции Фуцзянь в Китае.
Длинная на 450 футов (140 м) стена, украшенная выписками из проповедей и речей Кинга, является ещё одной важной частью мемориала. На этой полукруглой гранитной стене вырезано 14 цитат Кинга, начиная с времени бойкота автобусов в Монтгомери в 1955 году в Алабаме и заканчивая последней проповедью, произнесенной в 1968 году в национальном соборе в Вашингтоне за четыре дня до его убийства.
Рельеф Кинга призван создать впечатление, что он смотрит на Приливный бассейн в направлении горизонта и что вишневые деревья, украшающие это место, будут цвести каждый год в годовщину смерти Кинга.

### Предшественники
Этот мемориал не является первым в Вашингтоне, который посвящен афроамериканцу. Ранее был возведен мемориалМэри Маклеод Бетьюн, основательнице Национального совета негритянских женщин, которая также выступала неофициальным советником президента Франклина Рузвельта. Её бронзовая статуя высотой 17 футов (5,2 м) расположена в Линкольн-парке, на пересечении улицы Ист-Кэпитол и 12-й улицы на северо-востоке города.
Мемориал Кинга является первым мемориалом на или около Национального молла, который посвящен афроамериканцу.
Однако этот мемориал не является первым на или около Национального молла, который посвящен неамериканскому президенту. Его предшественниками были три других мемориала: Мемориал Джона Пола Джонса, возведенный в 1912 году у Тайдал-Бэйнс в память о Джоне Поле Джонсе., шотландском американском морском герое, который служил во время американской революции; Мемориал Джона Эрикссона, утверждённый в 1916 году в честь Джона Эрикссона, шведского инженера и изобретателя, который разработал USS Monitor во время Гражданской войны; и Мемориал Джорджа Мейсона, утвержденный в 1990 году в честь Джорджа Мейсона, автора Виргинской Декларации прав Вирджинии (основа Билля о правах Конституции США), рядом с Мемориалом Томаса Джефферсона.

#### Стена Надписей
На стене с цитатами выгравированы 14 цитат из выступлений, проповедей и писем Мартина Лютера Кинга. «Совет историков», созданный для выбора цитат, в вошли Майя Анжелу, Лерон Беннетт, Клейборн Карсон, Генри Луи Гейтс, Марианна Уильямсон и другие, хотя исполнительный архитектор мемориала заявил, что Майя Анджелу не присутствовала на заседаниях, на которых были выбраны цитаты. Согласно официальному буклету национальной парковой службы для мемориала, выбранные надписи «подчеркивают четыре основных послания д-ра Кинга: справедливость, демократия, надежда и любовь».
Первая цитата относится к 1956 году, сказана во время бойкота автобусов в Монтгомери, а последняя — из проповеди, которую Кинг произнес в национальном соборе в Вашингтоне за четыре дня до своего убийства. Цитаты не расположены в хронологическом порядке, чтобы посетители могли начать чтение с любого места. Поскольку главной темой мемориала является знаменитая речь Кинга «У меня есть мечта», на стене с цитатами нет ни одной цитаты из этой речи.
Выбор цитат был объявлен на специальном мероприятии в Национальном музее строительства 9 февраля 2007 года (в то же время был раскрыт идентификатор скульптора). Четырнадцать цитат на стене с цитатами следующие:.
- «Мы победим, потому что дуга моральной вселенной длинна, но она склоняется к справедливости». (31 марта 1968 г., Национальный собор, Вашингтон, округ Колумбия.)
- «Тьма не может изгнать тьму, это может сделать только свет. Ненависть не может изгнать ненависть, это может сделать только любовь» (1963, «Сила любви»).
- «Я верю, что последнее слово в реальности будет за безоружной правдой и безусловной любовью. Вот почему временно побежденное право сильнее торжествующего зла». (10 декабря 1964, Осло, Норвегия)
- «Сделай карьеру человечества. Посвятите себя благородной борьбе за равные права. Вы сделаете себя более великим человеком, более великим народом своей страны и более прекрасным миром для жизни». (18 апреля 1959 г., Вашингтон, округ Колумбия.)
- «Я против войны во Вьетнаме, потому что люблю Америку. Я выступаю против этого не в гневе, а с тревогой и печалью в сердце и, прежде всего, со страстным желанием видеть нашу любимую страну нравственным примером для всего мира». (25 февраля 1967, Лос-Анджелес, Калифорния)
- «Если мы хотим иметь мир на земле, наша лояльность должна стать экуменической, а не частичной. Наша преданность должна быть выше нашей расы, нашего племени, нашего класса и нашей нации; а это значит, что мы должны развивать мировоззрение». (24 декабря 1967, Атланта, Джорджия)
- «Несправедливость в любом месте является угрозой для правосудия везде. Мы пойманы в неизбежную сеть взаимности, связанную единым одеянием судьбы. Все, что непосредственно влияет на одного, влияет на всех косвенно». (16 апреля 1963, Бирмингем, Алабама)
- «Я имею наглость полагать, что люди во всем мире могут питаться три раза в день для своего тела, образования и культуры для своего ума и достоинства, равенства и свободы для своего духа». (10 декабря 1964, Осло, Норвегия)
- «Недостаточно сказать: „Мы не должны вести войну“. Нужно любить мир и жертвовать ради него. Мы должны сосредоточиться не только на отрицательном исключении войны, но и на положительном утверждении мира». (24 декабря 1967, Атланта, Джорджия)
- «Последняя мера человека не в том, где он находится в моменты комфорта и удобства, а в том, где он находится во время испытаний и противоречий». (25 февраля 1967, Лос-Анджелес, Калифорния)
- «Каждая нация должна теперь развивать первостепенную лояльность к человечеству в целом, чтобы сохранить лучшее в своих отдельных обществах». (4 апреля 1967, Риверсайдская церковь, Манхэттен, Нью-Йорк)
- «Мы полны решимости здесь, в Монтгомери, работать и бороться до тех пор, пока справедливость не потечет, как вода, а праведность — как могучий поток». (5 декабря 1955, Монтгомери, Алабама)
- «Мы должны прийти к пониманию, что цель, к которой мы стремимся, — это общество в мире с самим собой, общество, которое может жить со своей совестью». (16 апреля 1963, Бирмингем, Алабама)
- «Истинный мир — это не просто отсутствие напряжения: это присутствие справедливости». (16 апреля 1963, Бирмингем, Алабама)

#### Надписи накамне надежды
Помимо четырнадцати цитат на Стене Надписей, каждая сторона Камня Надежды содержит дополнительное высказывание, приписываемое Кингу. Первое, взятое из речи «У меня есть мечта», звучит так: «Из горы отчаяния является Камень Надежды» — это цитата, на основе которой был создан дизайн памятника. На другой стороне камня ранее были слова: «Я был барабанщиком за справедливость, мир и праведность», что является перефразированной версией более длинной цитаты Кинга: «Если вы хотите сказать, что я был барабанщиком, скажите, что я был барабанщиком за справедливость. Скажите, что я был барабанщиком за мир. Я был барабанщиком за праведность. И все остальные пустые вещи не имеют значения.» Использование перефразированной версии цитаты в памятнике вызвало критику и было удалено в августе 2013 года.

## Художники
Список художников, принимавших участие в проектировании и строительстве мемориала, включает в себя:
- Лэй Исинь, скульптор[54]
- Ван Сянжун, скульптор из Dingli Stone Carving
- Николас Бенсон, дизайнер надписей и резчик по камню
- Боб Фитч, штатный фотограф SCLC, чье фото-изображение Кинга в его офисе на фоне фотографии Мохандаса Ганди легло в основу памятника.
- Совместные предприятия Devraux и Purnell/ROMA Design Group
- МакКиссак и МакКиссак/Turner Construction Company/Tompkins Builders, Inc. / Совместные предприятия корпорации Гилфорд

## Открытие, посвящение и управление

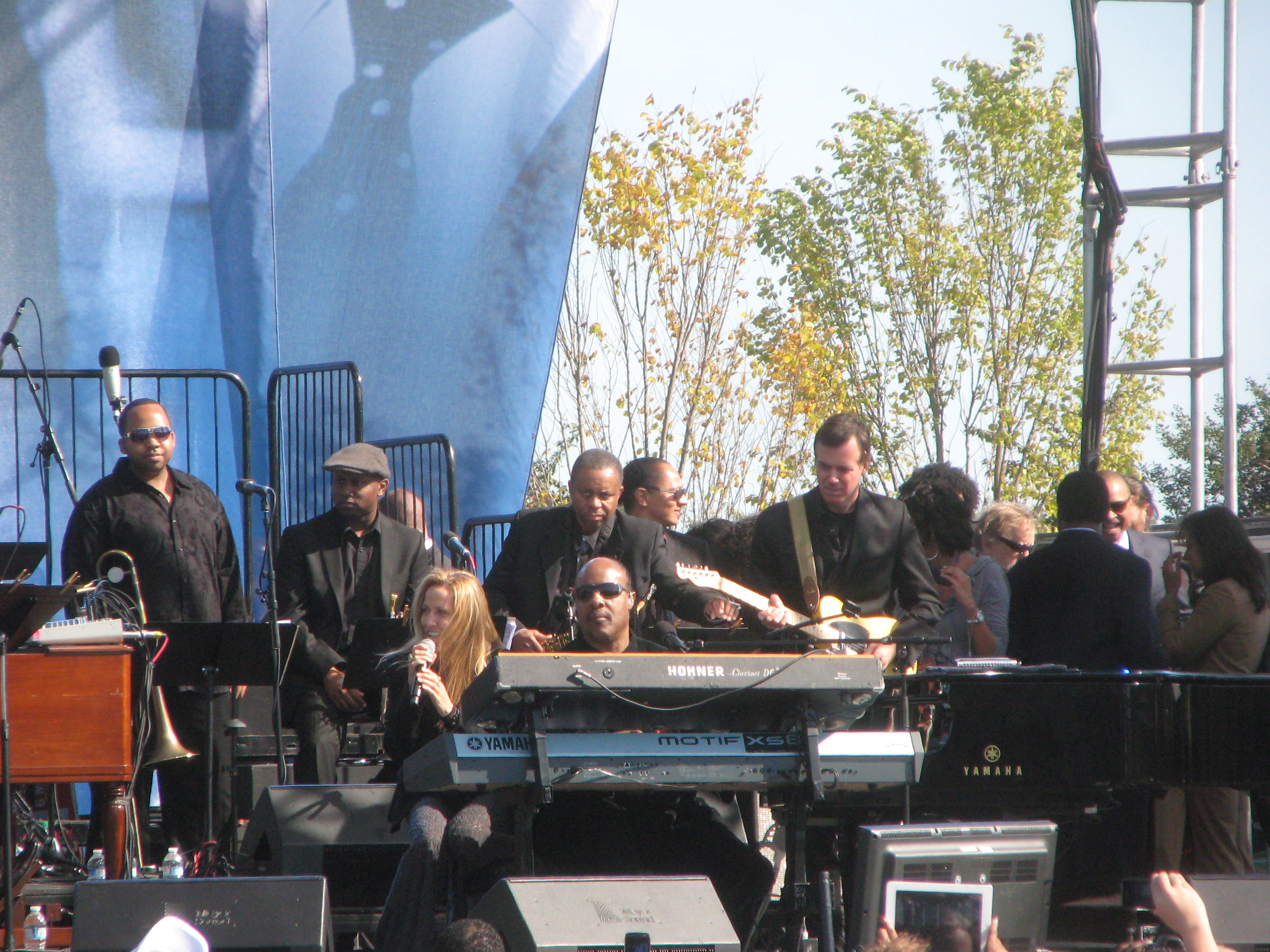
Шерил Кроу со Стиви Уандером на концерте посвящения

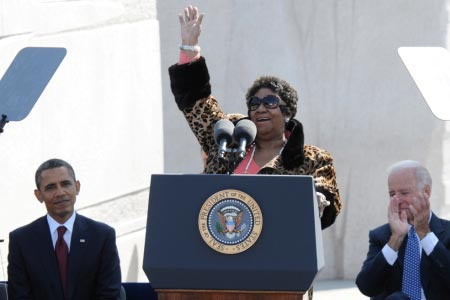
Арета Франклин обращается к собравшимся на открытии Мемориала доктора Мартина Лютера Кинга-младшего. Слева сидит президент Барак Обама, справа — вице-президент Джо Байден.

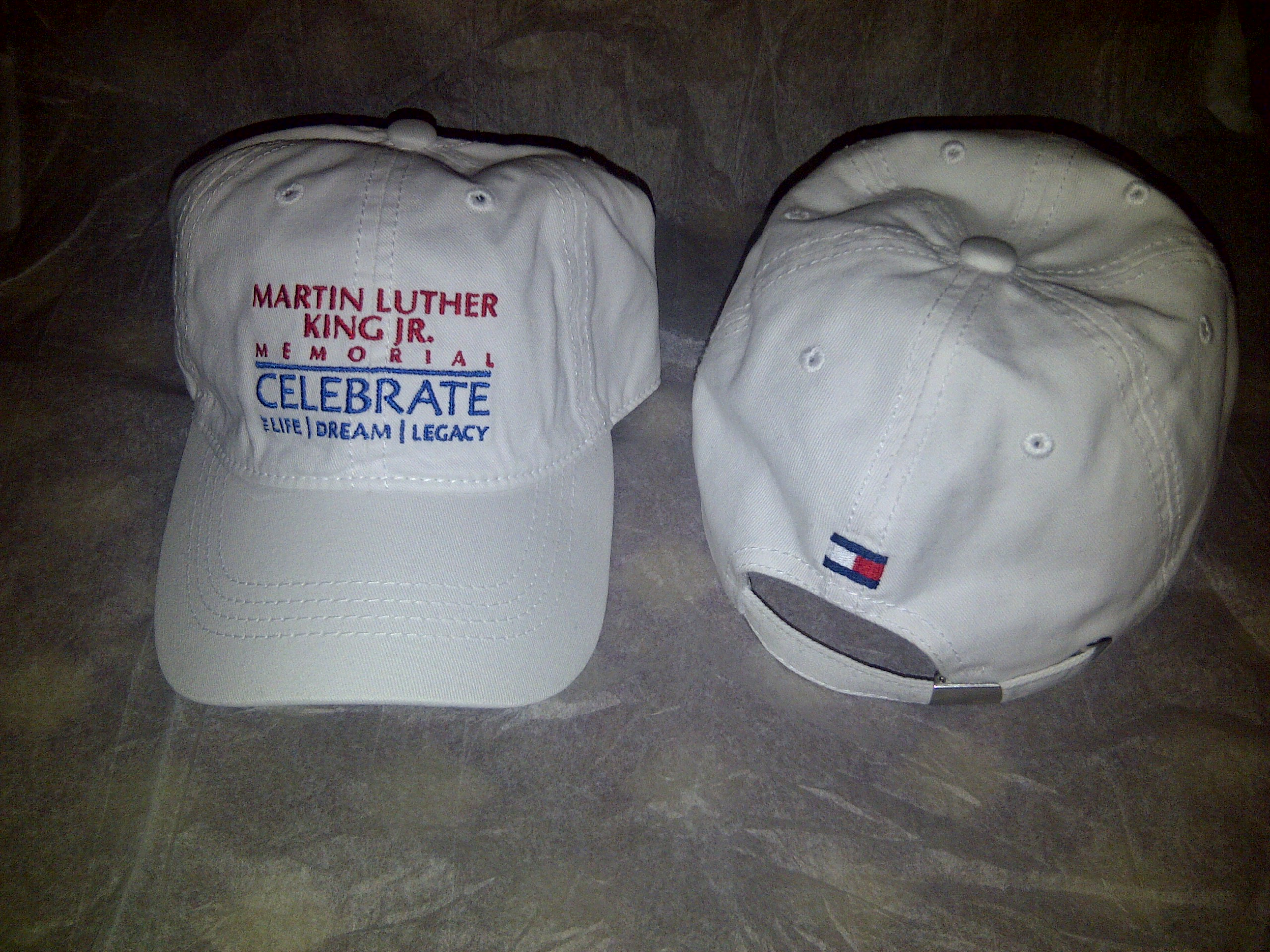
Шляпы, врученные участникам церемонии открытия

Мемориал был открыт для посетителей раньше запланированной церемонии открытия. Время посещения было установлено с 22 по 25 августа 2011 года. Официальная церемония открытия была назначена на воскресенье, 28 августа, в 11 утра. Перед церемонией открытия был запланирован концерт в 10 утра. После церемонии открытия состоялся концерт в 14 часов. Однако 25 августа организаторы события отложили большую часть мероприятий в субботу и воскресенье из-за опасностей, связанных с ураганом Айрин, который ожидался в Вашингтоне в выходные дни. В результате организаторы перенесли церемонию открытия на 16 октября 2011 года, на 16-ю годовщину Миллионного марша мужчин 1995 года на Национальной моле.
Перед отменой мероприятия ожидалось, что президент Барак Обама выступит на церемонии открытия. Также планировалось выступление Арета Франклин и Стиви Уандер. В мероприятии также планировалось участие других известных личностей, включая членов семьи Кинга, лидеров движения за гражданские права Джон Льюис, Джесси Джексон и Эндрю Янга, актёра Джейми Фокса и режиссёра Джордж Лукаса. Ожидалось, что церемонию посетят до 250 тысяч человек.
Кроме церемонии и концертов 28 августа, была запланирована молитвенная служба межконфессионального характера в Вашингтонском национальном соборе 27 августа, а также целый день мероприятий для молодежи и гала-ужин/церемония открытия в Конгресс-центре Вашингтона, также 27 августа. Однако молебен был перенесен в базилику Национального храма Непорочного зачатия на северо-востоке Вашингтона после того, как 23 августа в Вирджинии землетрясение 23 августа повредило собор.
Хотя церемония открытия не состоялась 28 августа, мемориал официально стал национальным парком США именно в этот день. Национальная служба парков администрирует мемориал с момента его открытия, и отвечает за его эксплуатацию и техническое обслуживание. 28 августа Боб Вогел, суперинтендант единицы Национального молла и парков памятников Службы национальной парков, провозгласил:

От ветеранов Второй мировой войны до ветеранов Вьетнама, от Линкольна до Джефферсона, и теперь до Кинга, памятники и монументы на Национальном молле — это места, где миллионы посетителей каждый год узнают о нашей истории. Национальная служба парков с честью исполняет роль хранителя истории Америки, и с помощью этого нового мемориала мы имеем невероятное место, чтобы поделиться историей одного человека и борьбой за гражданские права, которую он возглавил.— Боб Вогел, 
Перенесенная на 16 октября церемония открытия была более скромным мероприятием, чем та, которую организаторы планировали на 28 августа. Среди более чем 10 000 человек, присутствовавших на мероприятии в тёплый день, были президент Обама, первая леди Мишель Обама, вице-президент Джо Байден, конгрессмен Нэнси Пелоси, конгрессмен Джон Льюис, конгрессмен Элайджа Каммингс и бывший конгрессмен Уолтер Э. Фаунтрой. Обама произнес ключевую речь, в которой связал движение за гражданские права с собственными политическими борьбами в период кризиса конца 2000-х годов. Также выступили Джесси Джексон, Эндрю Янг, Эл Шарптон и Мартин Лютер Кинг III. На мероприятии выступили Арета Франклин, Стиви Уандер, Шерил Кроу, Джеймс Тейлор, Дженнифер Холлидей и Sweet Honey in the Rock.

### Выступление президента
На церемонии основной доклад президента Обамы включал следующие замечания:
Наша работа не завершена. И в этот день, когда мы отмечаем человека и движение, которые столько сделали для этой страны, давайте черпать силу из тех борьб, которые проходили ранее. Прежде всего, давайте помнить, что изменения никогда не были быстрыми. Изменения никогда не были простыми или без контроверзий. Изменение зависит от настойчивости. Изменение требует решимости. Прошло полное десятилетие, прежде чем нравственное руководство дела Brown против комитета образования было переведено в меры принуждения Закона о гражданских правах и Закона о праве голоса, но эти 10 долгих лет не заставили доктора Кинга сдаться. Он продолжал давить, продолжал говорить, продолжал шествовать, пока наконец не наступили изменения.
И затем, даже после того, как были приняты Закон о гражданских правах и Закон о праве голоса, афроамериканцы все ещё оказывались запертыми в карманах бедности по всей стране, доктор Кинг не сказал, что эти законы были неудачей; он не сказал, что это слишком трудно; он не сказал: «давайте довольствоваться тем, что у нас есть, и идти домой». Вместо этого он сказал: «давайте брать эти победы и расширять нашу миссию, чтобы достичь не только гражданского и политического равенства, но также экономической справедливости; давайте бороться за достойную оплату труда, лучшие школы и рабочие места для всех, кто готов работать». Другими словами, когда сталкивался с трудностями, сталкивался с разочарованием, доктор Кинг отказывался принимать то, что он называл «реальностью» сегодняшнего дня. Он продолжал двигаться к «должности» завтрашнего дня.
И так, когда мы думаем о том, что нам нужно сделать — восстановить экономику, которая может конкурировать на глобальной арене, исправить наши школы, чтобы каждый ребёнок — не только некоторые, но каждый ребёнок — получил образование мирового класса, обеспечить доступность и доступность нашей системы здравоохранения для всех и справедливость в экономической системе, чтобы каждый получил свою долю и выполнял свою честную долю, давайте не застревать в настоящем. Мы не должны быть обескуражены тем, что есть. Мы должны продолжать бороться за то, что должно быть — Америка, которую мы должны оставить своим детям, помня, что трудности, которые мы переживаем, ничто по сравнению с трудностями, с которыми столкнулись доктор Кинг и его товарищи-марширующие 50 лет назад, и если мы сохраняем веру в себя и в возможности этой нации, то нет препятствий, которые мы не можем преодолеть.
Оригинальный текст (англ.)Our work is not done. And so on this day, in which we celebrate a man and a movement that did so much for this country, let us draw strength from those earlier struggles. First and foremost, let us remember that change has never been quick. Change has never been simple, or without controversy. Change depends on persistence. Change requires determination. It took a full decade before the moral guidance of Brown v. Board of Education was translated into the enforcement measures of the Civil Rights Act and the Voting Rights Act, but those 10 long years did not lead Dr. King to give up. He kept on pushing, he kept on speaking, he kept on marching until change finally came.

And then when, even after the Civil Rights Act and the Voting Rights Act passed, African Americans still found themselves trapped in pockets of poverty across the country, Dr. King didn't say those laws were a failure; he didn't say this is too hard; he didn't say, let's settle for what we got and go home. Instead he said, let's take those victories and broaden our mission to achieve not just civil and political equality but also economic justice; let's fight for a living wage and better schools and jobs for all who are willing to work. In other words, when met with hardship, when confronting disappointment, Dr. King refused to accept what he called the "isness" of today. He kept pushing towards the "oughtness" of tomorrow.

And so, as we think about all the work that we must do – rebuilding an economy that can compete on a global stage, and fixing our schools so that every child – not just some, but every child – gets a world-class education, and making sure that our health care system is affordable and accessible to all, and that our economic system is one in which everybody gets a fair shake and everybody does their fair share, let us not be trapped by what is. We can't be discouraged by what is. We've got to keep pushing for what ought to be, the America we ought to leave to our children, mindful that the hardships we face are nothing compared to those Dr. King and his fellow marchers faced 50 years ago, and that if we maintain our faith, in ourselves and in the possibilities of this nation, there is no challenge we cannot surmount.

## Встречи

### Взносы для семьи Кинга
В 2001 году усилия фонда по строительству мемориала остановились, потому что Intellectual Properties Management Inc., организация, управляемая семьей Кинга, потребовала от фонда выплатить лицензионные взносы за использование его имени и образа в маркетинговых кампаниях. Фонд мемориала, столкнувшийся с задержками и медленным темпом сбора пожертвований, заявил, что «последнее, что ему нужно, это выплачивать угнетающий взнос семье Кинга». Джозеф Лоуэри, бывший президент конференции южных христианских лидеров, основанной Кингом, заявил в The Washington Post: «Если никто не собирается на этом зарабатывать деньги, зачем кому-то получать гонорар?» Историк Кембриджского университета Дэвид Гарроу, получивший Пулитцеровскую премию за свою биографию Кинга «Bearing the Cross», сказал о поведении семьи Кинга: «Можно было бы подумать, что любая семья была бы так рада, что её предок отмечен и запечатлён в Вашингтоне, что никому бы не пришло в голову попросить плату за это». Он добавил, что Кинг был бы «абсолютно шокирован профитным поведением своих детей». Семья пообещала, что любые деньги, полученные за это, будут направлены на благотворительные цели Кинг-Центра.
Фонд выплатил различные взносы Intellectual Properties Management Inc. семьи Кинга, включая плату за управление в размере 71 700 долларов в 2003 году (105 600 долл. в ценах 2021 года). В 2009 году Associated Press сообщило, что семья Кинга договорилась о лицензионном соглашении на 800 тыс. долл. (1,01 млн долл. в ценах 2021 года) с фондом для использования слов и изображения Кинга в материалах по сбору средств для мемориала.

### Конфликты между федеральными агентствами
Дальнейшие задержки произошли в 2008 году из-за несогласия между тремя федеральными агентствами, которые должны были утвердить памятник. Проект памятника, утвержденный CFA и NCPC, не был утвержден NPS из-за проблем с безопасностью. NPS настаивал на включении барьера, который бы предотвратил возможность столкновения транспортного средства с площадкой памятника. Однако, когда первоначальный дизайн был представлен двум другим агентствам, включая такой барьер, CFA и NCPC отвергли барьер как ограничительный, что противоречило философии свободы и открытости, пропагандируемой Мартином Лютером Кингом. В конечном итоге было достигнуто соглашение, которое включало использование ландшафтного дизайна, чтобы безопасностные барьеры выглядели менее вторженческими на территории. Этот компромиссный план был утвержден в октябре 2009 года, что открыло путь для начала строительства памятника.

### Выбор дизайна

#### Скульптор и рабочие
В январе 2007 года было объявлено, что центр памяти, включая Камень надежды и статую Кинга, будет создан художником из Китайской Народной Республики Лэй Иксином. Комиссия была подвергнута критике правозащитника Харри Уу, который заявил, что Лэй ранее создавал скульптуры Мао Цзэдуна. Также возникли обвинения в том, что выбор сделан на финансовой основе, поскольку правительство Китая пожертвовало 25 млн долларов для покрытия прогнозируемого дефицита в пожертвованиях. Президент фонда памятника Харри Джонсон, который встретился с Лэй на скульптурной мастерской в Сент-Поле, Миннесота, заявил, что окончательный выбор был сделан в основном чернокожей командой дизайнеров и основан исключительно на художественном таланте.
Художник Гилберт Янг, известный своей работой «He Ain’t Heavy», возглавил протест против решения нанять Лэй, запустив сайт «King Is Ours», который требовал использования афроамериканского художника для создания памятника. Активист по правам человека и защитник искусства Энн Лау и американский камнетес Клинт Баттон присоединились к протесту, когда было обнаружено, что будет использоваться китайский гранит. Лау осудила нарушения прав человека в Китае и заявила, что гранит будет добываться рабочими, вынужденными трудиться в небезопасных и несправедливых условиях, в отличие от используемого в Национальном памятнике Второй мировой войны, например. Баттон утверждал, что 10 млн долларов федеральных средств, выделенных на проект Кинга, требуют открытого тендерного процесса.
В сентябре 2010 года фонд дал письменные обещания использовать местных каменщиков для сборки мемориала. Однако, когда строительство началось в октябре, стало ясно, что будут использоваться только китайские рабочие. Расследователь, работающий на местном уровне Международного союза кирпичных мастеров и связанных с ними профессиональных рабочих, сообщил, что китайские рабочие не знали, сколько им заплатят за работу над мемориалом, и они ожидали получить оплату по возвращении домой.

#### Используемый тон
Команда, отвечающая за дизайн мемориала, посетила Китай в октябре 2006 года, чтобы осмотреть потенциальный гранит для использования в проекте. Фонд проекта утверждал, что только Китай может предоставить гранит такого оттенка в достаточном количестве. Некоторые задавались вопросом, почему именно белый гранит был использован для изображения чернокожего человека.
Петиция «King Is Ours» от Янга требовала использования афроамериканского художника и американского гранита для национального памятника, ссылаясь на важность такого выбора как части наследия мемориала. Петиция получила поддержку американских рабочих по добыче гранита и Калифорнийской штатной конференции Национальной Ассоциации за защиту прав цветных людей (NAACP).

#### Стиль
В мае 2008 года Комиссия по изящным искусствам, одно из агентств, которые должны были одобрить все элементы мемориала, выразила свои опасения относительно «колоссального масштаба и стиля социального реализма предложенной скульптуры», отмечая, что это «напоминает жанр политической скульптуры, которая недавно была снесена в других странах». Однако Комиссия одобрила окончательный дизайн в сентябре 2008 года.

#### Разъяснение
Критик искусства New York Times Эдвард Ротштейн был среди тех, кто критиковал изображение Кинга на Камне Надежды как чересчур «суровое» и не соответствующее известному человеку, произнесшему речь «У меня есть мечта» и получившему Нобелевскую премию мира:

Мы даже не видим его ног. Он встроен в камень, как что-то еще не полностью рожденное, одетый и суровый, восходящий из его грубо высеченной поверхности. Его лицо неумолимо, решительно, его глаза устремлены вдаль, недалеко от места, где Джефферсон стоит напротив на другом берегу. Но здесь китч стремится к пределам сходства: это доктор Кинг из речи "У меня есть мечта"? Или писатель речи приема Нобелевской премии мира 1964 года?
Оригинальный текст (англ.)We don't even see his feet. He is embedded in the rock like something not yet fully born, suited and stern, rising from its roughly chiseled surface. His face is uncompromising, determined, his eyes fixed in the distance, not far from where Jefferson stands across the water. But kitsch here strains at the limits of resemblance: Is this the Dr. King of the "I Have a Dream" speech? Or the writer of the 1964 Nobel Peace Prize acceptance speech?.— New York Times, 
Способ, которым изображен Кинг с перекрещенными руками, вызвал критику, что он выглядит суровым.
С другой стороны, сын Кинга, Мартин Лютер Кинг III, был процитирован как довольный суровостью изображения, говоря, что «Ну а если мой отец не был конфронтационным, учитывая то, что он столкнулся в то время, что ещё мог он быть?»